# Article 35 de la Constitution tunisienne de 1959
L'article 35 de la Constitution tunisienne de 1959 est le 35e des 78 articles de la Constitution tunisienne adoptée le 1er juin 1959.
C'est le 18e article du deuxième chapitre intitulé « Le pouvoir législatif », il décrit la composition de l'Assemblée nationale tunisienne, les conditions de ses membres, leurs attributions et son fonctionnement. 

## Texte
« L'Assemblée nationale règle le budget de l'État. »